# Somers (Connecticut)
Central Somers és una població dels Estats Units a l'estat de Connecticut. Segons el cens del 2000 tenia 10.417 habitants.

## Demografia
Segons el cens del 2000, Central Somers tenia 1.626 habitants, 628 habitatges, i 457 famílies. La densitat de població era de 300,4 habitants/km².
Dels 628 habitatges en un 31,1% hi vivien nens de menys de 18 anys, en un 63,2% hi vivien parelles casades, en un 7,3% dones solteres, i en un 27,2% no eren unitats familiars. En el 23,7% dels habitatges hi vivien persones soles el 14,8% de les quals corresponia a persones de 65 anys o més que vivien soles. El nombre mitjà de persones vivint en cada habitatge era de 2,59 i el nombre mitjà de persones que vivien en cada família era de 3,05.
Per edats la població es repartia de la següent manera: un 24,3% tenia menys de 18 anys, un 5,6% entre 18 i 24, un 26,9% entre 25 i 44, un 26,4% de 45 a 60 i un 16,8% 65 anys o més.
L'edat mediana era de 41 anys. Per cada 100 dones de 18 o més anys hi havia 89,7 homes.
La renda mediana per habitatge era de 54.625 $ i la renda mediana per família de 64.107 $. Els homes tenien una renda mediana de 45.893 $ mentre que les dones 31.736 $. La renda per capita de la població era de 24.874 $. Aproximadament el 4% de les famílies i el 6,8% de la població estaven per davall del llindar de pobresa.

## Poblacions més properes
El següent diagrama mostra les poblacions més properes.